# Руднівка
Ру́днівка — село в Україні, у Миколаївській сільській громаді Сумського району Сумської області. Населення становить 327 осіб. До 2018 орган місцевого самоврядування — Кровненська сільська рада.

## Географія
Через село Руднівка протікає річка Олешня, вище за течією на відстані 1,5 км розташоване село Кровне, нижче за течією на відстані 1,5 км розташоване село Стецьківка. По серед села знаходиться мальовничий ставок з греблею. За 10 км — м. Суми. Село розташоване в мальовничій долині річки Олешня в місці її злиття зі струмком, який тече з колишнього села Шарапівка.

## Історія
З часів скіфів та Київської Русі на території, яку займає село, були невеликі поселення, до цього часу неподалік села є кургани. Село Руднівка заснував у 1659 році вільний черкас /козак/ з Правобережної України Ігнатій Рудень, який прибув у ці краї разом з черкасами: Стецком, Переяславцем, Чайкиним, Чугаєвим — засновниками села Стецьківка. 
12 червня 2020 року, відповідно до розпорядження Кабінету Міністрів України № 723-р «Про визначення адміністративних центрів та затвердження територій територіальних громад Сумської області», село увійшло до складу Миколаївської сільської громади. 
19 липня 2020 року, в результаті адміністративно-територіальної реформи та ліквідації Сумського району(1923—2020), увійшло до складу новоутвореного Сумського району.
31 травня 2025 року Начальник Сумської ОВА Олег Григоров підписав розпорядження про обов’язкову евакуацію жителів 11 населених пунктів Сумського району: Горобівка, Штанівка, Воронівка, Янченки, Цимбалівка, Шкуратівка, Кровне, Миколаївка, Руднівка, Спаське, Капітанівка.